# Британский истребительный авиаотряд
Британский истребительный авиаотряд (англ. British Flying Detachment), также британская авиационная миссия в России (англ. RFC Mission to Russia) — подразделение британских лётчиков-инструкторов, сформированное в России в 1917 году после того, как планировавшаяся авиашкола для обучения российских пилотов на британской технике не смогла развернуть свою деятельность в полном объёме из-за проблем с поставками самолётов. Первоначально британские специалисты прибыли в Москву в ноябре 1916 года для организации учебного процесса. Однако, после Февральской революции поставки самолетов были сорваны. В июне 1917 года британские инструкторы были объединены в боевой отряд и направлены на Юго-Западный фронт, где участвовали в боях под Тарнополем. В связи с развалом русской армии отряд был эвакуирован в декабре 1917 года.

## Организация школы
К началу 1916 года в условиях острой нехватки квалифицированных лётчиков в Императорском военно-воздушном флоте России, российское военное ведомство заключило соглашение с союзниками о подготовке лётных кадров и поставках авиационной техники. Россия отправляла своих летчиков на обучение в Великобританию (Кройдон) и Францию (Казо, Сан-Максен).
В летний период 1916 года Управление Военно-Воздушного Флота Российской империи провело комплексный анализ производственного потенциала отечественных авиационных предприятий. Результаты исследования выявили существенный дефицит производственных мощностей: отечественные заводы могли обеспечить лишь 44 % необходимой фронту авиационной техники. Для восполнения дефицита было принято решение о международных закупках летательных аппаратов. Традиционно основным поставщиком выступала Франция, однако в данный период руководство уделило значительное внимание авиационной технике Великобритании, что связано с интенсивным развитием британской военной авиации, характеризующееся выпуском современных боевых самолетов. Российской закупочной комиссией были высоко оценены несколько перспективных образцов: истребитель «Виккерс» FB. 19, многоцелевой аэроплан RAF ВЕ.2е с радиостанцией для корректировки артиллерийского огня, а также самолет «Сопвич». Результатом переговоров стало подписание межгосударственного соглашения о поставке 148 самолетов указанных типов и создании специализированной авиационной школы в Москве для профессиональной подготовки пилотного и технического состава.
В ноябре 1916 года в соответствии с договоренностями в российскую столицу прибыла группа британских авиационных специалистов под руководством майора Королевских военно-воздушных сил Джеймса Валентайна. Первоначальный состав делегации включал 7 человек, который впоследствии был расширен до 11 специалистов, среди которых были лётчики, наблюдатели, специалисты по авиадвигателям, вооружению и радиооборудованию. Авиационная школа была организована на аэродроме Ходынка в Москве. Целью школы являлась подготовка российских летчиков на самолетах британского производства. Для обслуживания и технического обеспечения из Управления военно-воздушного флота России (УВВФ) к школе были откомандированы 66 нижних чинов и один военный чиновник Кребс.
Детальной информации о процессе обучения сохранилось мало. Известна жалоба начальника парк-склада капитана Гортынского, направленная в УВВФ и Авиационную канцелярию 12 февраля 1917 года, которая свидетельствует о временном отсутствии майора Валентена и проблемах со сдачей самолета Vickers FB5 школе: «До сего времени не могу сдать школе Виккерса не получением от м-ра Валентена, каковой отсутствует девять дней и неизвестно когда будет, без него механики не приготовляют сдачи пробном полете. Гортынский».
23 марта (3 апреля) 1917 года в Россию прибыли первые английские самолеты: 5 «Виккерсов», 5 «Сопвичей» и 5 BE.2, из которых были сформированы три учебных отряда (истребительный, разведывательный и корректировочный). Русские пилоты, уже имевшие начальную летную подготовку, быстро освоили новую технику. Однако дальнейшие поставки авиационной техники были осложнены несколькими факторами. Во-первых, морские перевозки из Англии становились опасными из-за активности германских подводных лодок, что привело к потоплению парохода «Буревестник» с партией "Сопвичей, направлявшихся в Мурманск. Вторая, более существенная причина задержек — политическая нестабильность после Февральской революции: митинги, забастовки и дезорганизация транспортной системы препятствовали своевременной доставке военной техники. Кроме того, из-за неразберихи в командовании ВВС России британские самолеты задержались с отправкой на фронт. Некоторые русские летчики, прошедшие подготовку на британских самолетах, были вынуждены летать на других типах, а часть британских самолетов поступала в необученные на них части.
В мае 1917 года британская авиационная миссия прибыла в Киев из Москвы, готовясь к прибытию в Тарнополь, куда они прибыли 10 июня в составе двенадцати самолетов.

## Британский авиационный отряд

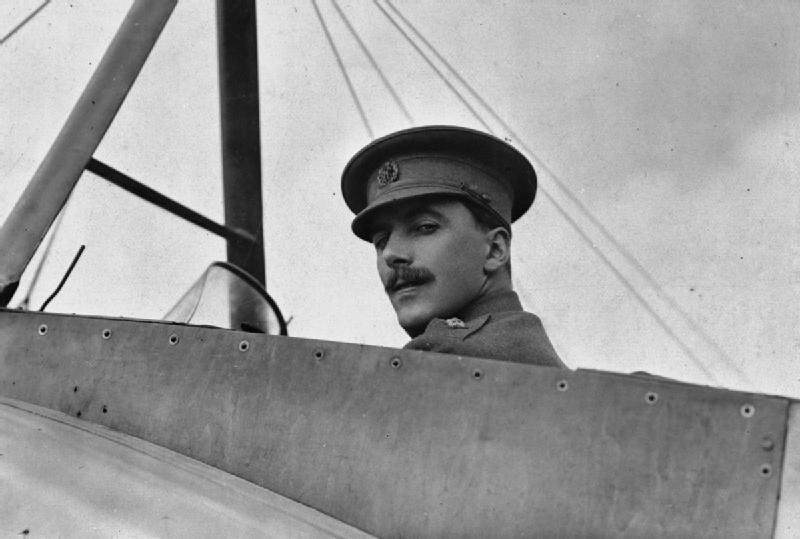
Джеймс Валентайн

В июне 1917 года, поскольку поставок новых британских самолётов все ещё не было, русские ученики разъехались по авиаотрядам, а из британских инструкторов был создан сводный отряд под командованием майора Валентайна, став частью 11-й армии (хотя планировалось включить в состав 9-й армии) Юго-Западного фронта. Помимо британских лётчиков, в составе русской армии действовала также британская бронеавтомобильная часть.
Изначальный план Генерального штаба России предполагал, что самолеты должны пилотироваться исключительно британскими летчиками, но фактически же из-за нехватки квалифицированных пилотов приходилось формировать смешанные экипажи. Британское авиационное подразделение дислоцировалось в непосредственной близости от французской эскадрильи N581, действовавшей в районе Чорткова. В связи с дефицитом квалифицированных наблюдателей в составе британского отряда, к нему были прикомандированы отдельные французские специалисты для осуществления разведывательных полетов на самолетах RAF ВЕ2. Кроме того, французские военнослужащие выполняли функции переводчиков для офицеров связи русской армии, прикрепленных к британскому отряду для корректировки артиллерийского огня и не владевших английским языком в достаточной степени. Также отряд пополнился четырьмя Vickers FB.19 летом 1917-го.
Отряд принял участие в боях под Тарнополем и Трембовлей в июле-августе, где отличился нанесением большого ущерба германским позициям. За проявленное мужество майор Валентайн был удостоен личной благодарности генерала Корнилова и ордена святого Георгия 4-й степени, другие британские летчики также получили награды и многочисленные благодарности от российского правительства, заслужив большое уважение у русских летчиков за свою помощь.
Во время отступления русской армии после прорыва фронта под Тарнополем британский журналист Роберт Вилтон встретил Валентайна в Бучаче, который рассказал ему «полную историю катастрофы», но «Офицеры Королевского лётного корпуса успешно эвакуировали самолеты и авиационные запасы из зоны Одиннадцатой армии в самый разгар русской паники и немецкого наступления». Вскоре отряд отступил в Проскуров (нынешний Хмельницкий). 24 июля 1917 года Джеймс Валентайн взял отпуск в Киеве, страдая от истощения и дизентерии. Он умер 25 июля (7 августа) 1917 года.
Осенью 1917 года в русской действующей армии наблюдался процесс дезинтеграции, характеризовавшийся широкомасштабным дезертирством, неисполнением приказов и случаями насилия солдат в отношении офицерского состава. Данные события привели к решению британского командования о выводе своих союзных войск с территории России. В декабре 1917 года английский отряд покинул Россию.